# José Metello
José Maria Metello, mais conhecido como José Metello (Cuiabá, 10 de julho de 1853 — 16 de abril de 1920), foi um advogado, magistrado e político brasileiro.
Foi senador pelo Estado do Mato Grosso de 1900 a 1908 e de 1909 a 1917, além de deputado provincial, desembargador e juiz federal.